# 陳文沛
陳文沛（1481年—？），原姓林，字維德，號東槐，福建福州府長樂縣人，民籍，明朝政治人物。

## 生平
福建鄉試第七十九名舉人。正德十二年（1517年）中式丁丑科會試第一百五十八名，登第二甲第四十八名進士。吏部观政，授南京户部主事，历工部员外郎、郎中，奉使三吴，開白茆港，筑海盐塘，又督陕西边储，皆有功，詔加俸，請復姓陳。出为撫州府知府，调蘇州，擢山东霸州兵备副使，以陕西行太僕寺卿罢归。
世宗初，杨一清、胡世宁、李承勋皆荐文沛才略可大任，而太宰汪鋐以私忌挤之。家居二十餘年，不入城市。

## 家族
曾祖林政；祖父林塾；父林昌朝，母鄭氏。严侍下。